# Ragnarok (britská hudební skupina)
Ragnarok (Ragnarök znamená v severské mytologii zánik bohů) byla britská black/pagan/folk metalová kapela založená v roce 1987 v anglickém městě Newcastle upon Tyne. Kapela se někdy uváděla i jako Ragnarok (UK) (UK znamená United Kingdom, Spojené království), aby se odlišila od stejnojmenné norské kapely. Zpěvák a baskytarista Deörþ se při popisu tvorby skupiny přikláněl k pojmu pagan metal. Mezi inspirace Ragnarok patřily staré folkové skladby, středověká hudba a kapely Bathory a Manowar.
V roce 1991 vyšly první demonahrávky Ragnarok a Völuspá, první studiové album s názvem To Mend the Oaken Heart bylo vydáno v roce 1996. V roce 1999 vyšlo druhé a poslední studiové album Domgeorn.

## Diskografie
Dema
- Ragnarok (1991)
- Völuspá (1991)
- Beloved of the Raven God (1995)

Studiová alba
- To Mend the Oaken Heart (1996)
- Domgeorn (1999)[2]

Kompilační alba
- Of Ages (2011)